# 阿帕切塔山 (查查斯區)
15°23′03″S 72°10′44″W / 15.38417°S 72.17889°W

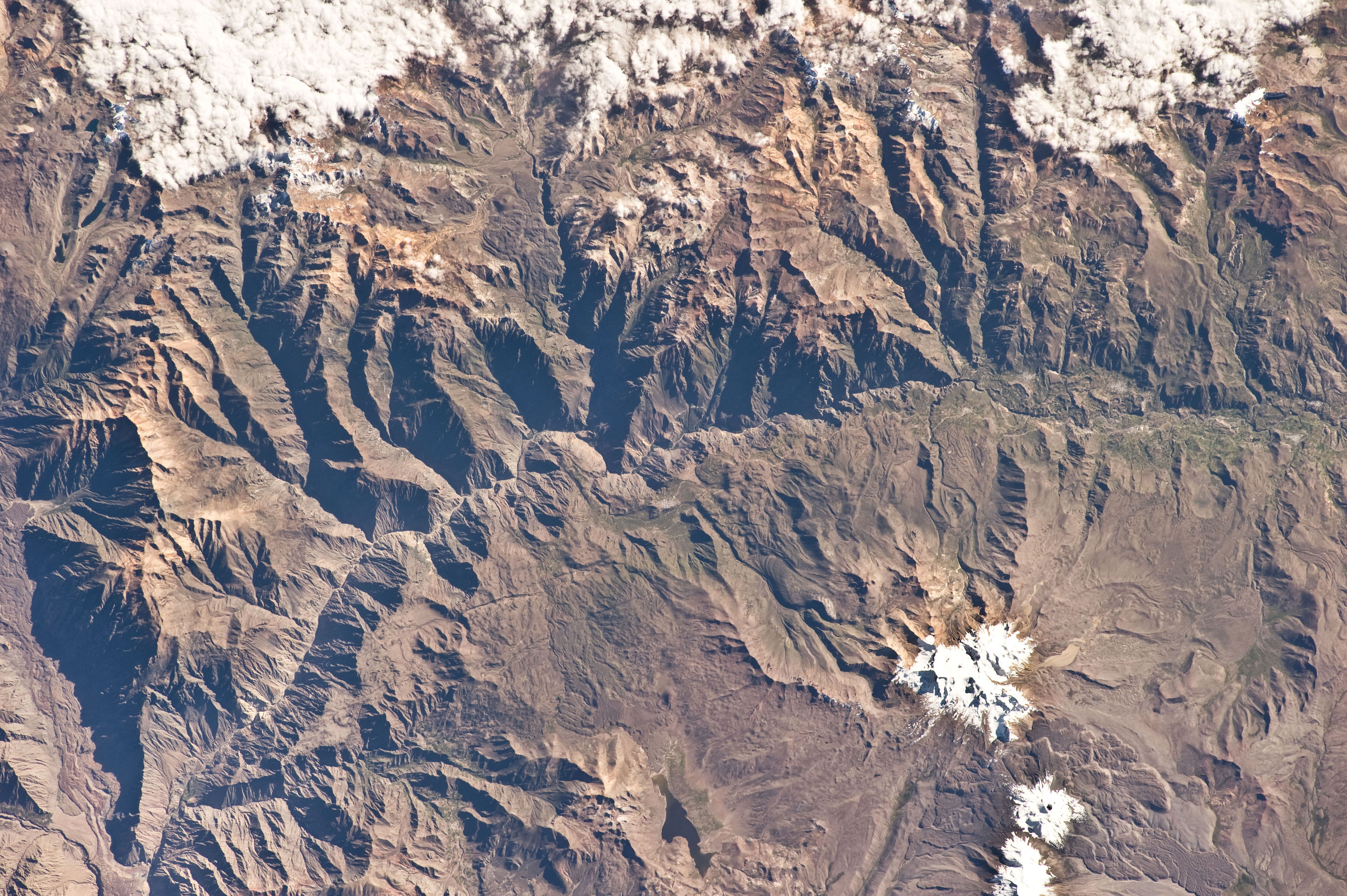

阿帕切塔山（Apacheta），是秘魯的山峰，位於該國南部阿雷基帕大區，由卡斯蒂利亞省的查查斯區負責管轄，屬於奇拉山脈的一部分，海拔高度5,328米。